# Écoévolution
L'écoévolution désigne une composante à l'intersection de l'écologie et de l'évolution. Les dynamiques écoévolutives prennent en compte l'évolution des individus, les conséquences sur les populations et sur l'environnement qui en retour modifient l'évolution des individus. Elles peuvent être désignées par la notion de boucle de rétroaction écoévolutive (ou feedback éco-évolutif) et sont définies par Post et Palkovacs (2009) comme étant « l’interaction cyclique entre l'écologie et l'évolution tel que les changements dans les interactions écologiques conduisent les changements évolutifs des traits des organismes qui, en retour, altère la forme des interactions écologiques, et ainsi de suite. »
L'évolution des espèces se limite à considérer comme évolution, la seule évolution des espèces sous l'aspect mutation génétique sans prendre en compte l'évolution des conditions de sélection qui se modifient en fonction de l'évolution des écosystèmes. Elle néglige également le fait que ce ne sont pas uniquement des espèces aptes à survivre dans des conditions données qui sont sélectionnées, mais également tout ce qui favorise la régulation et la réorganisation des écosystèmes, bouleversés par de nombreuses mutations écologiques (submersions, émersions, plissements, surrections, érosions, tropicalisations, glaciations, migrations, surgissements d'espèces nouvelles). Ce ne sont pas uniquement des organismes qui sont sélectionnés, mais des rétroactions positives et négatives qui en se stabilisant deviennent de nouvelles sources de sélection vis-à-vis des espèces et des individus.

## Historique
Les principes de l'écoévolution remontent à De l'origine des espèces (1859) de Charles Darwin, lorsque celui-ci considère que la sélection naturelle résulte des interactions entre les individus. Cependant il faut attendre la fin du XXe siècle pour considérer à nouveau conjointement l'écologie et l'évolution. En effet, lors du développement de ces deux disciplines l'un des postulats majeur a été la différence d'échelle temporelle avec un « temps écologique » court et un « temps évolutif » long. Cependant les nombreuses évolutions « observées » (parfois sous forme d'évolution expérimentale) sur des micro- (bactéries) et macro- (papillons, lézard) organismes ont remis en question cette dissociation et ont donc poussé à étudier l'effet conjoint de l'écologie et de l'évolution, et par conséquent les effets d'interaction et de rétroaction.